# Famille Caron
Pour les articles homonymes, voir Caron.
La famille d'architectes Caron domine la région de Nicolet au Québec pendant plus d'un siècle.

## Père fondateur Louis Caron
Louis Caron (1847-1917) est le père fondateur de la dynastie. Il commence sa carrière en 1868 comme concepteur et constructeur d'ouvrages résidentiels à Victoriaville. En 1880, il commence à accepter des commandes du diocèse catholique romain local. C'est un dessinateur prolifique dont le nom peut être associé à plus de cent cinquante ouvrages ecclésiastiques au Québec érigés entre 1880 et 1910.

## Entreprise familiale

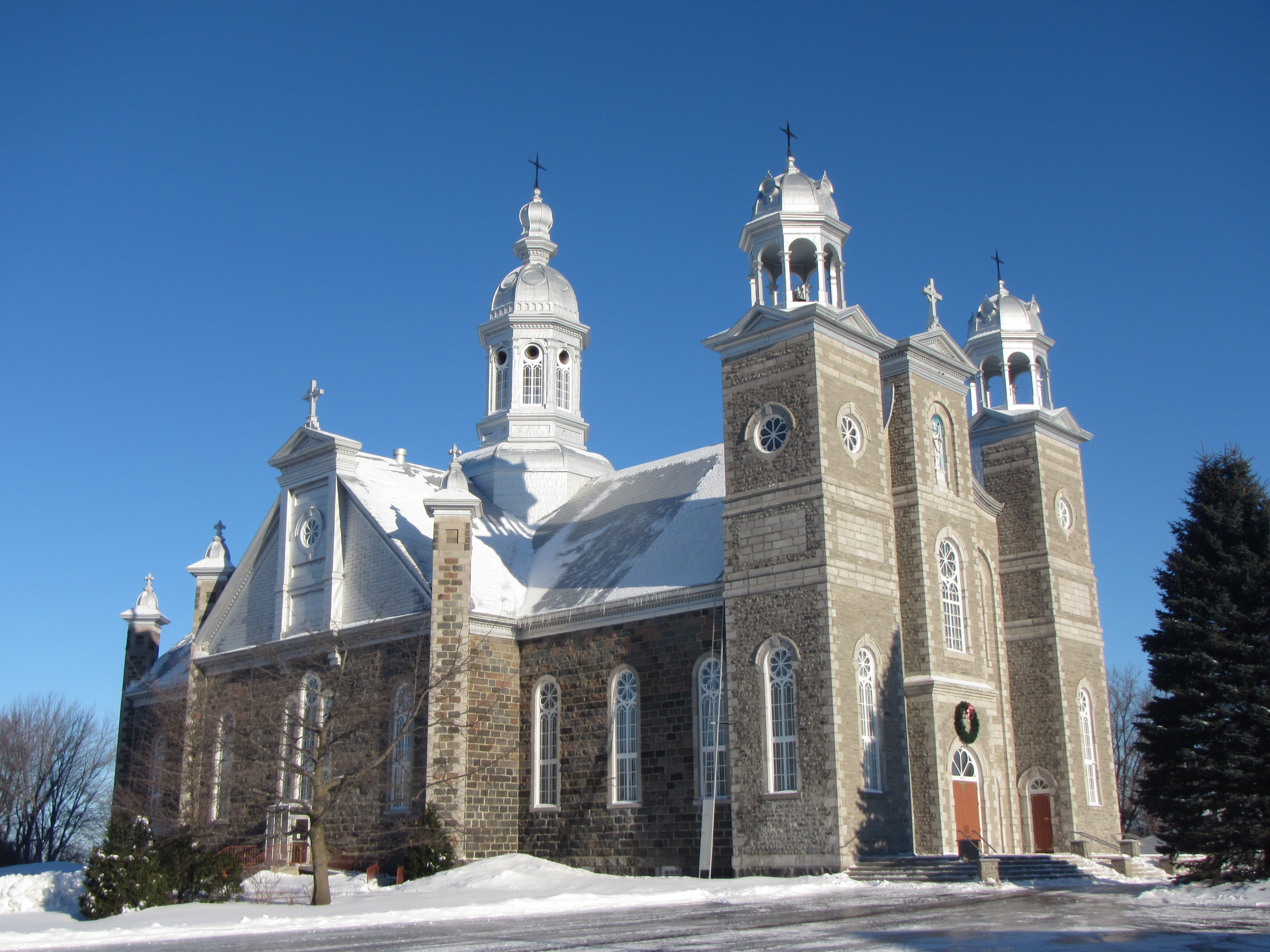
L'église Saint-Cyrille de Saint-Cyrille-de-Wendover, construite entre 1903 et 1905 selon les plans de Louis Caron père et fils

Après 1890, il est secondé par son fils Louis Caron fils (1871-1926) qui devient associé dans la firme Caron & Fils en 1900. Deux autres fils, Joseph H. Caron (1878-1954) et Jules Caron (1885- 1942) ont continué à exercer la profession après le décès de leur père le 15 juin 1917. Né à Princeville en 1913, Jean-Louis Caron est le dernier représentant de trois générations d'architectes,.

## Héritage
Une biographie détaillée et une liste des œuvres de Louis Caron préparées par A. Caron-Dricot sont publiées en 1997 dans Les Caron : Une Dynastie d'architectes depuis 1867. Les Archives nationales du Québec à Trois-Rivières possèdent Les Fonds Jean-Louis Caron, une collection de dessins architecturaux des membres de la famille,.
L'écrivain Louis Caron est un descendant. Il écrit sur le passé architectural de sa famille dans sa trilogie Le Temps des bâtisseurs.